# Rolando Hourruitiner
Rolando Hourruitiner Ortiz, (Río Piedras, Puerto Rico, 28 de mayo de 1975) es un exjugador de baloncesto puertorriqueño. Con 2.04 metros de estatura, jugaba en la posición de ala-pívot. Jugó baloncesto universitario en Charleston Southern University.

## Trayectoria
- Leones de Ponce (1992-1995)
- Cariduros de Fajardo (1996-1997)
- Gallitos de Isabela (1998)
- Cangrejeros de Santurce (1999-2006)